# Jogos da Ásia Ocidental
Os Jogos da Ásia Ocidental são um evento multiesportivo, de proporção menor se comparado aos Jogos Asiáticos, realizado desde 1997 pela Federação dos Jogos da Ásia Ocidental, vinculada ao Conselho Olímpico da Ásia. Entre as edições de 2002 e 2005, a programação seria para que ocorressem a cada quatro anos. Todavia, a edição de 2009, não fora realizada, o que gerou uma nova tentativa de reorganização para cada quatro anos de intervalo.

## Países participantes

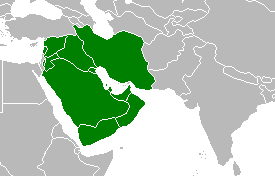
Países participantes.

Participam ou já participaram dos Jogos, dezesseis nações:
| - Arábia Saudita - Bahrein - Emirados Árabes Unidos - Iêmen - Irão - Iraque - Líbano - Jordânia | - Omã - Palestina - Catar - Quirguistão - Tajiquistão - Turquemenistão - Kuwait - Síria |

## Edições
| Ano             | Cidade-sede    | Duração             | Países | Atletas | Modalidades |
| --------------- | -------------- | ------------------- | ------ | ------- | ----------- |
| 1997 (detalhes) | IRI Irã Teerã  | 19 - 28 de novembro | 10     | 850     | 15          |
| 2002 (detalhes) | KUW Kuwait     | 3 - 12 de abril     | 12     |         | 9           |
| 2005 (detalhes) | QAT Catar Doha | 1 - 10 de dezembro  | 13     | 1200    | 12          |
| 2010 (detalhes) | IRI Irã Teerã  |                     |        |         |             |

## Esportes
Fazem ou já fizeram parte do cronograma dos Jogos, dezenove esportes, divididos em suas respectivas modalidades[a]:
| - Atletismo - Badminton - Basquetebol - Boliche - Boxe - Caratê - Esgrima - Futebol - Ginástica - Handebol - Judô | - Levantamento de peso - Lutas - Natação - Saltos ornamentais - Squash - Taekwondo - Tênis - Tênis de mesa - Tiro - Voleibol |

- Nota^ : desportos aquáticos estão divididos em natação e saltos ornamentais. A ginástica não apresenta divisão entre modalidades no site oficial do COA, em razão provável a disputa apenas da ginástica artística.

## Quadro geral de medalhas
| Ordem | País                   | Medalha de ouro | Medalha de prata | Medalha de bronze |       |
| ----- | ---------------------- | --------------- | ---------------- | ----------------- | ----- |
| 1     | Irã                    | 92              | 73               | 88                | 253   |
| 2     | Kuwait                 | 71              | 59               | 56                | 186   |
| 3     | Síria                  | 44              | 46               | 49                | 139   |
| 4     | Catar                  | 37              | 33               | 33                | 103   |
| 5     | Quirguistão            | 26              | 15               | 16                | 57    |
| 6     | Arábia Saudita         | 15              | 16               | 20                | 51    |
| 7     | Jordânia               | 7               | 17               | 20                | 44    |
| 8     | Emirados Árabes Unidos | 7               | 10               | 11                | 28    |
| 9     | Líbano                 | 7               | 9                | 10                | 26    |
| 10    | Turquemenistão         | 5               | 13               | 30                | 48    |
| 11    | Tajiquistão            | 3               | 11               | 19                | 33    |
| 12    | Bahrein                | 3               | 2                | 4                 | 9     |
| 13    | Iémen                  | 3               | 1                | 3                 | 7     |
| 14    | Iraque                 | 2               | 1                | 7                 | 10    |
| 15    | Omã                    |                 | 5                | 6                 | 11    |
| TOTAL | TOTAL                  | 322             | 311              | 372               | 1 005 |